# Хащуватська волость
Хащуватська волость — історична адміністративно-територіальна одиниця Гайсинського повіту Подільської губернії з центром у містечку Хащувате.
Станом на 1885 рік складалася з 14 поселень, 14 сільських громад. Населення — 15314 осіб (7609 чоловічої статі та 7705 — жіночої), 1886 дворових господарства.
|                     | Площа, десятин | У тому числі орної, дес. |
| ------------------- | -------------- | ------------------------ |
| Сільських громад    | 13348          | 10311                    |
| Приватної власності | 23750          | 15770                    |
| Казенної власності  | 9333           | 821                      |
| Іншої власності     | 1046           | 822                      |
| Загалом             | 47477          | 27724                    |

Основні поселення волості:
- Хащувате — колишнє власницьке містечко при річці Буг за 70 верст від повітового міста, 642 особи, 143 дворових господарств, православна церква, католицька каплиця, 2 синагоги, 2 школи, 4 постоялих двори, 8 постоялих будинків, 34 лавки, базари по неділях через 2 тижні. 
  - За 5 верст — чиншеве село Салькове (єврея Гінзбурга) із 373 мешканцями, православною церквою, постоялим будинком і 2 водяними млинами.
- Берестяги — колишнє власницьке село, 482 особи, 82 дворових господарства, православна церква, школа, постоялий будинок, кузня.
- Гайворон — колишнє власницьке село при річці Буг, 900 осіб, 159 дворових господарств, православна церква, школа, постоялий будинок.
  - Струньківський Ташлик — колишнє власницьке село при річці Буг, 591 особа, 92 дворових господарства, 2 постоялих будинки, винокурний завод.
  - Струньків — колишнє власницьке село при річці Буг, 435 осіб, 80 дворових господарств, православна церква, школа, постоялий будинок, лавка, кузня, водяний млин.
- Джулинка — колишнє власницьке село при річці Буг, 2424 особи, 376 дворових господарств, православна церква, школа, постоялий будинок, базари по четвергах через 2 тижні.
- Завалля — колишнє власницьке село при річці Буг, 472 особи, 78 дворових господарств, православна церква, постоялий будинок.
- Могильне — колишнє власницьке село при річці Ташлик, 1517 осіб, 270 дворових господарств, православна церква, школа, лікарня, постоялий будинок, лавка, цегельний, винокурний і бурякоцукровий завод.
- Мощенка — колишнє власницьке село при струмкові, 479 осіб, 72 дворових господарства, православна церква, школа, постоялий будинок.
- Пельямпіль — колишнє власницьке село при річці Ташлик (Ташличка), 1109 осіб, 172 дворових господарства, православна церква, школа, постоялий будинок.
- Ставки — колишнє власницьке село при річці Буг, 1396 осіб, 238 дворових господарств, православна церква, школа, постоялий будинок, кузня.
- Теофілівка — колишнє власницьке село при річці Ташлик (Ташличка), 372 особи, 57 дворових господарства, школа, постоялий будинок.
- Юлянівка — колишнє власницьке село, 355 осіб, 56 дворових господарства, постоялий будинок, винокурний завод.